# Detroit River
Der Detroit River (französisch Rivière Détroit) ist ein zum System der Großen Seen gehörender Fluss in Nordamerika.
Zusammen mit dem St. Clair River und dem Lake St. Clair bildet der Detroit River den Abfluss des Huronsees in den Eriesee. Seit dem Bau des Sankt-Lorenz-Seeweges ist er ein Teil des Schifffahrtsweges zwischen den Großen Seen und dem Atlantik.
Der Detroit River bildet auf seiner ganzen Länge die Grenze zwischen Kanada (Ontario) und den USA (Michigan). Sein Name stammt vom französischen Rivière du Détroit, wobei das Wort „Détroit“ ursprünglich eine Meerenge bezeichnet.

## Geographie
Der rund 44 km lange Detroit River beginnt bei dem Windmill Pointe Lighthouse an dem durch die Insel Peach Island/Peche Island geteilten Abfluss des Lake St. Clair und endet bei Bar Point an seiner Mündung in den Eriesee. Die Wasserstraße beginnt dagegen schon am Windmill Point Light und endet erst am Detroit River Light und hat damit eine Länge von 51 km. Die Wasserstraße ist für große Schiffe auf mindestens 8,23 m (27 ft) Tiefe ausgebaggert, auch quer durch den Lake St. Clair und am westlichen Ende des Eriesees ist die Schifffahrt an Fahrrinnen gebunden.
Der zwischen 600 m und 4 km breite Fluss verlässt den Lake St. Clair zunächst in westlicher Richtung, beschreibt dann einen großen Bogen, um in seiner zweiten Hälfte weitgehend geradlinig nach Süden in den Eriesee zu fließen. Der Detroit River hat zwischen seinem Beginn auf einer Höhe von 175 m über dem Meeresspiegel und seinem Ende ein Gefälle von einem Meter und eine geringe, weitgehend gleichbleibende Strömung.
Im Fluss liegen zahlreiche Inseln, darunter Belle Isle, Fighting Island und Grosse Ile.
An seinem Nordufer liegt Detroit (Michigan), ihm gegenüber Windsor (Ontario). Die beiden Städte sind durch die Ambassador Bridge, den Detroit-Windsor Tunnel sowie durch den Michigan Central Railway Tunnel verbunden – die einzigen Querverbindungen über den Fluss. Es sind gleichzeitig die einzigen Grenzübergänge, an denen man nach Norden fahren muss, um von Kanada in die USA zu gelangen (Fort Erie in Ontario liegt zwar zum Teil im Süden eines Teils des amerikanischen Niagara County, aber die Peace Bridge über die Grenze zu den USA liegt in west-östlicher Richtung).

## Geschichte
Während der Prohibition in den Vereinigten Staaten spielte der (im Winter zufrierende) Fluss eine große Rolle beim Schmuggel von Alkohol in die USA.

## Umwelt
Das Land beiderseits des Flusses ist zum größten Teil von Ortschaften, Gewerbe und Industrie belegt. Über Jahrzehnte liefen deren Abwässer in den Detroit River und weiter in den Eriesee, so dass der Fluss und auch der See als tote Gewässer galten. In den letzten Jahren wurden jedoch große Anstrengungen  gemacht, um die Verschmutzung zu beseitigen und den Fluss und seine Ufer wiederherzustellen.